# Franz Scheer
Franz Scheer (* 13. Oktober 1917 in Pilsen; † 31. März 1997) war ein österreichischer Politiker (VdU/WdU und FPÖ). Vom 5. November 1949 bis zu seinem Ausscheiden am 2. Oktober 1970 gehörte er dem steirischen Landtag in sechs aufeinanderfolgenden Gesetzgebungsperioden als Landtagsabgeordneter an und war von 1950 bis 1957 auch 3. Landtagspräsident.

## Leben und Wirken
Franz Scheer wurde am 13. Oktober 1917 in der damals noch zur k. u. k.-Monarchie gehörenden Stadt Pilsen geboren und kam in noch jungen Jahren nach Graz, wo er die Volks- und die Hauptschule absolvierte. Danach besuchte er von 1932 bis 1937 die dortige Lehrerbildungsanstalt und schloss diese im Jahr 1937 mit der Reifeprüfung ab. Im Zweiten Weltkrieg diente er an nahezu allen Fronten und stand zuletzt Dienstrang eines Oberstleutnants. Im Jahre 1946 heiratete Scheer in die alteingesessene Ausseer Familie Vesko und war zunächst ab 1945 als Hotelier – die Familie betrieb das Café-Hotel Vesko schräg gegenüber des Kurhauses in Bad Aussee – tätig. Ende Mai 1949 wurde Scheer als eines der Gründungsmitglieder in die Landesorganisation des Verbands der Unabhängigen (VdU) gewählt und dabei mit der Schriftführung betraut. Weitere Gründungsmitglieder waren Josef „Sepp“ Elsnitz (Landesobmann), der ehemalige Vizekanzler Karl Hartleb (Landesobmann-Stellvertreter), der Herausgeber des Alpenrufs, Franz Klautzer, und der Bauer Anton Diabel. Bei der allerersten Versammlung des VdU-Steiermark im Stadtsaal von Bruck/Mur betonte Scheer ausdrücklich, dass es für den VdU keine Nazis gäbe, da dieser Verband nicht 1914, 1934 oder 1945, sondern erst 1949 gegründet worden sei. Von Beginn an war Scheer auch als Landesgeschäftsleiter seiner Partei tätig.
Im Zuge der Landtagswahl 1949 schaffte Scheer mit 5. November 1949 den Einzug als VdU/WdU-Mitglied in den steirischen Landtag. Die Partei, die als Wahlpartei der Unabhängigen erstmals an den Wahlen teilgenommen hatte, brachte es auf 14,54 Prozent, kostete der ÖVP die absolute Mehrheit und bekam gleich sieben Mandate im Landtag der Steiermark. Dem steirischen Landtag gehörte er in weiterer Folge sechs aufeinanderfolgenden Gesetzgebungsperioden (II., III., IV., V., VI. und VI.) an und war in dieser Zeit Mitglied und Ersatzmitglied zahlreicher verschiedener Ausschüsse. Als nach den Unterschlagungen im Landeskrankenhaus Graz ein eigener Untersuchungsausschuss eingesetzt wurde, fungierte Scheer in den Jahren 1954 und 1955 als dessen Obmann. Nach fast 21 Jahren im Amt eines Landtagsabgeordneten zog sich Scheer, der auch ein Gründungsmitglied der FPÖ Steiermark war und die er ab 1957 im Landtag vertrat, mit 2. Oktober 1970 aus der steirischen Landespolitik zurück. Während seiner rund 21-jährigen Amtszeit, in der er in vier verschiedenen Jahrzehnten als Abgeordneter tätig war, war er am 13. Juni 1950 zum 3. Landtagspräsidenten der Steiermark gewählt worden und war mit seinen damals 32 Jahren der jüngste Landtagspräsident aller österreichischen Bundesländer. Als 3. Landtagspräsidenten wurde er 1953 wiedergewählt und 1957 durch seinen Parteikollegen Anton Stephan abgelöst. Noch 1953 hatte man überlegt Scheer als Landesrat zu nominieren. Nach rund zwei Jahrzehnten als Hotelier und Cafetier wurde Scheer 1963 Angestellter der Wiener Städtischen Versicherung.
Zeitlebens wurde Scheer vielfach geehrt; 1961 unter anderem mit dem Goldenen Ehrenzeichen für Verdienste um die Republik Österreich. Im Jahr 1956 war er im Ehrenkomitee des Balls der Technik der Technischen Hochschule Graz.
Am 31. März 1997 starb Scheer im Alter von 79 Jahren.

## Privat
Sein Sohn, der Diplom-Ingenieur German Vesko, war ebenfalls FPÖ-Mitglied, Landtagsabgeordneter und 3. Landtagspräsident.